# Episodi di Ore no imōto ga konna ni kawaii wake ga nai

Eyecatch del dodicesimo episodio della prima stagione.

Ore no imōto ga konna ni kawaii wake ga nai è una serie televisiva anime giapponese, conosciuta anche come Oreimo ed è basata sull'omonima serie di light novel scritta da Tsukasa Fushimi e illustrata da Hiro Kanzaki. Oreimo è diretto da Hiroyuki Kanbe e prodotto dallo studio di animazione AIC Build e dalla compagnia di produzione Aniplex. Kana Ishida e Tetsuya Kawakami sono i capo-animatori, e il character design è di Hiroyuki Oda. La sceneggiatura è stata scritta da Hideyuki Kurata, con Tsukasa Fushimi che ha scritto l'episodio 9. Composta da Satoru Kōsaki, la musica è prodotta da Aniplex con Satoshi Motoyama come direttore del suono. La serie è composta da due stagioni.
La prima stagione, composta da 12 episodi, fu trasmessa tra il 3 ottobre e il 19 dicembre 2010 sulla rete televisiva Tokyo MX. Fu trasmessa posticipata di poco anche su BS11, Chiba TV, MBS, TVA, TVH, TVK, TVS, e TVQ. Aniplex USA iniziò la trasmissione in streaming e in simulcasting della serie nel Nord America attraverso Anime News Network (ANN) sotto l'abbreviazione Oreimo, ma i problemi di sicurezza legati alla fuoriuscita illegale del secondo episodio in linea ha portato al blocco della messa in onda. Lo trasmissione di Oreimo su ANN ritornò con i primi quattro episodi l'8 novembre 2010. La serie fu distribuita in otto BD/DVD, contenenti due episodi ciascuno, tra il 22 dicembre 2010 e il 27 luglio 2011.
Quattro episodi ONA sono stati diffusi in streaming attraverso il sito ufficiale, oltre che ad altri importanti siti giapponesi di streaming quali Nico Nico Douga, Showtime Japan e MovieGate, iniziando il 22 febbraio 2011, per poi trasmettere un episodio ogni mese fino al 31 maggio 2011. Essi sono stati poi distribuiti nei due DVD/BD che chiudono la raccolta home video della serie: i primi due il 27 giugno 2011 e gli altri due il 27 luglio 2011. Questi episodi riprendono la storia da dove si è interrotta nell'episodio 12 della serie TV, proponendo un diverso finale di tale episodio, dando così una nuova conclusione alla serie TV. Un box DVD in inglese sottotitolato, contenenti gli episodi trasmessi in TV e quelli in streaming, fu pubblicato nel Nord America da Aniplex of America nell'ottobre 2011.; in Italia è inedita.
La serie fu uso di 13 brani musicali differenti: una sigla di apertura e 12 sigle di chiusura. La sigla di apertura è "Irony", interpretata dalle ClariS e composta da Kz dei Livetune, mentre ciascun episodio presenta una sigla di chiusura differente, interpretata dai doppiatori dei personaggi della serie.
Una seconda stagione dell'anime, intitolata Ore no imōto ga konna ni kawaii wake ga nai. (俺の妹がこんなに可愛いわけがない。? con un punto alla fine) e prodotta stavolta dallo studio A-1 Pictures, è stata trasmessa dal 7 aprile al 30 giugno 2013. A dispetto del cambio dello studio di animazione rispetto alla prima stagione, la seconda stagione ha avuto lo stesso staff di produzione della prima. Un contest è stato aperto per decidere la sigla di chiusura della seconda stagione.

## Lista episodi

### Prima stagione:Ore no imōto ga konna ni kawaii wake ga nai(2010-2011)
| Nº                                                                 | Titolo italiano (traduzione letterale) Giapponese 「Kanji」 - Rōmaji | In onda          | In onda |
| Nº                                                                 | Titolo italiano (traduzione letterale) Giapponese 「Kanji」 - Rōmaji | Giapponese       |         |
| Ore no imōto ga konna ni kawaii wake ga nai (12 episodi)           | |                  |         |
| 1                                                                  | Non è possibile che io ami mia sorella 「俺が妹と恋をするわけがない」 - Ore ga imōto to koi o suru wake ga nai                                                                                            | 3 ottobre 2010   |         |
| 2                                                                  | Non andrò mai ad un raduno nella vita reale con mia sorella 「俺が妹とオフ会に行くわけがない」 - Ore ga imōto to ofu kai ni iku wake ga nai                                                               | 10 ottobre 2010  |         |
| 3                                                                  | Mia sorella non può essere così carina 「俺の妹がこんなに可愛いわけがない」 - Ore no imōto ga konna ni kawaii wake ga nai                                                                                 | 17 ottobre 2010  |         |
| 4                                                                  | Mia sorella non andrà mai al Comiket Estivo 「俺の妹が夏コミとか行くわけがない」 - Ore no imōto ga natsu komi toka iku wake ga nai                                                                        | 24 ottobre 2010  |         |
| 5                                                                  | Non è possibile che la migliore amica di mia sorella sia XX 「俺の妹の親友がこんなに××なわけがない」 - Ore no imōto no shinyū ga konna ni XX na wake ga nai                                               | 31 ottobre 2010  |         |
| 6                                                                  | Non è possibile che la mia amica d'infanzia sia così carina 「俺の幼馴染がこんなに可愛いわけがない」 - Ore no osananajimi ga konna ni kawaii wake ga nai                                                  | 7 novembre 2010  |         |
| 7                                                                  | Non è possibile che mia sorella riesca a scrivere una novel 「俺の妹がこんなに小説家なわけがない」 - Ore no imōto ga konna ni shosetsu kana wake ga nai                                                   | 14 novembre 2010 |         |
| 8                                                                  | Non è possibile che mia sorella possa farsi produrre un anime 「俺の妹がこんなにアニメ化なわけがない」 - Ore no imōto ga konna ni anime-kana wake ga nai                                                  | 21 novembre 2010 |         |
| 9                                                                  | Non è possibile che mia sorella giochi così agli eroge 「俺の妹がこんなにエロゲー三昧なわけがない」 - Ore no imōto ga konna ni erogeu sanmai na wake ga nai                                               | 28 novembre 2010 |         |
| 10                                                                 | Non è possibile che mia sorella faccia cosplay così 「俺の妹がこんなにコスプレなわけがない」 - Ore no imōto ga konna ni kosupure na wake ga nai                                                           | 5 dicembre 2010  |         |
| 11                                                                 | Non è possibile che mia sorella faccia la maid 「俺の妹がこんなにメイドなわけがない」 - Ore no imōto ga konna ni meido na wake ga nai                                                                     | 12 dicembre 2010 |         |
| 12                                                                 | Non è possibile che la consulenza di mia sorella finisca così - GOOD END 「俺の妹の人生相談がこれで終わるわけがない GOOD END」 - Ore no imōto no jinsei sōdan g akore de owaru wake ga nai GOOD END       | 19 dicembre 2010 |         |
| Ore no imōto ga konna ni kawaii wake ga nai TRUE ROUTE (4 episodi) | |                  |         |
| 13                                                                 | Non è possibile che la consulenza di mia sorella finisca così - TRUE ROUTE 「俺の妹の人生相談がこれで終わるわけがない TRUE ROUTE」 - Ore no imōto no jinsei sōdan ga kore de owaru wake ga nai TRUE ROUTE | 22 febbraio 2011 |         |
| 14                                                                 | Non è possibile che la mia kōhai sia così marcia 「俺の後輩がこんなに腐ってるわけがない」 - Ore no kōhai ga konna ni kusatteru wake ga nai                                                                | 29 marzo 2011    |         |
| 15                                                                 | Non è possibile che la mia Kōhai sia così carina 「俺の後輩がこんなに可愛いわけがない」 - Ore no kōhai ga konna ni kawaii wake ga nai                                                                     | 26 aprile 2011   |         |
| 16                                                                 | Non è possibile che questo sia l'ultimo episodio di mia sorella 「俺の妹がこれで最終回なわけがない」 - Ore no imōto ga kore de saishūkai na wake ga nai                                                   | 31 maggio 2011   |         |

### Seconda stagione:Ore no imoto ga konna ni kawaii wake ga nai.(2013)
| Nº                                                           | Titolo italiano (traduzione letterale) Giapponese 「Kanji」 - Rōmaji | In onda        | In onda |
| Nº                                                           | Titolo italiano (traduzione letterale) Giapponese 「Kanji」 - Rōmaji | Giapponese     |         |
| Ore no imōto ga konna ni kawaii wake ga nai. (13 episodi)    | |                |         |
| 1                                                            | Non è possibile che mia sorella sia tornata a casa di nuovo 「俺の妹が再び帰ってくるわけがない」 - Ore no imōto ga futatabi kaettekuru wake ga nai | 7 aprile 2013  |         |
| 2                                                            | Non è possibile che il fidato fratellone diventi dipendente da un dating sim mobile e commetta molestie sessuali 「信じて送り出したお兄さんが携帯美少女ゲームにドハマリしてセクハラしてくるようになるわけがない」 - Shinjite okuridashita onii-san ga keitai bishōjo gēmu ni dohamari shite sekuhara shite kuru yō ni naru wake ga nai | 14 aprile 2013 |         |
| 3                                                            | Non è possibile che la mia amica si tolga gli occhiali 「俺の友達が眼鏡を外すわけがない」 - Ore no tomodachi ga megane o hazusu wake ga nai | 21 aprile 2013 |         |
| 4                                                            | Non è possibile che la rivale della mia sorellina arrivi in Giappone 「俺の妹のライバルが来日するわけがない」 - Ore no imōto no raibaru ga rainichi suru wake ga nai | 28 aprile 2013 |         |
| 5                                                            | Non è possibile che la mia sorellina abbia un fidanzato,non è possibile che io sia il fidanzato della mia sorellina 「俺が妹の彼氏なわけがないし、俺の妹に彼氏がいるわけがない」 - Ore ga imōto no kareshi na wake ga naishi, ore no imōto ni kareshi ga iru wake ga nai                                                               | 5 maggio 2013  |         |
| 6                                                            | Non è possibile che la mia sorellina porti il suo fidanzato a casa 「俺の妹が家に彼氏をつれてくるわけがない」 - Ore no imōto ga ie ni kareshi o tsuretekuru wake ga nai | 12 maggio 2013 |         |
| 7                                                            | Non è possibile che io mi fidanzi con la mia kōhai 「俺が後輩と恋人同士になるわけがない」 - Ore ga kōhai to koibito dōshi ni naru wake ga nai | 19 maggio 2013 |         |
| 8                                                            | Non è possibile che io crei dei ricordi estivi con la mia kōhai 「俺が後輩とひと夏の思い出を作るわけがない」 - Ore ga kōhai to koibito dōshi ni naru wake ga dai | 26 maggio 2013 |         |
| 9                                                            | Non è possibile che la mia sorellina sia così carina! 「俺の妹がこんなに可愛いわけがない！」 - Ore no imōto ga konna ni kawaii wake ga nai! | 2 giugno 2013  |         |
| 10                                                           | Non è possibile che la mia sorellina indossi un vestito da sposa 「俺の妹がウエディングドレスを着るわけがない」 - Ore no imōto ga uedingu doresu o kiru wake ga nai | 9 giugno 2013  |         |
| 11                                                           | Non è possibile che le sorelline si intrufolino dal loro fratellone che vive da solo 「一人暮らしの兄貴の部屋に妹たちが押しかけるわけがない」 - Hitorigurashi no aniki no heya ni imōto-tachi ga oshikakeru wake ga nai | 16 giugno 2013 |         |
| 12                                                           | Non è possibile che Total Angel Ayase-chan discenda nel posto in cui vivo da solo 「マジ天使すぎるあやせたんが一人暮らしの俺んちに降臨するわけがない」 - Maji tenshisugiru Ayase-tan ga hitorigurashi no orenchi ni kōrin suru wake ga nai                                                                                             | 23 giugno 2013 |         |
| 13                                                           | Le sorelline non possono innamorarsi dei loro fratelli maggiori 「妹が兄に恋なんてするわけない」 - Imōto ga ani ni koi nante suru wake nai | 30 giugno 2013 |         |
| Ore no imōto ga konna ni kawaii wake ga nai. ONA (3 episodi) | |                |         |
| 14                                                           | Non posso confessarmi a lei 「俺が彼女に告白なんてあるわけがない」 - Ore ga kanojo ni kokuhaku nante aru wake ga nai | 18 agosto 2013 |         |
| 15                                                           | La mia sorellina non può essere così carina 「俺の妹がこんなに可愛い」 - Ore no imōto ga kon'nani kawaii | 24 agosto 2013 |         |
| 16                                                           | La mia sorellina non può essere così carina. 「俺の妹がこんなに可愛いわけがない。」 - Ore no imōto ga kon'nani kawaii wake ga nai. | 31 agosto 2013 |         |

## Pubblicazione

### Giappone
Gli episodi di Ore no imōto ga konna ni kawaii wake ga nai sono stati raccolti in otto volumi BD/DVD che sono stati distribuiti in Giappone per il mercato home video tra il 22 dicembre 2010 e il 27 luglio 2011. La seconda stagione è stata a sua volta raccolta in otto BD/DVD pubblicati tra il 19 giugno 2013 e il 22 gennaio 2014.
| Prima stagione   | Prima stagione | Prima stagione    | Prima stagione        |
| Volume           | Volume         | Episodi           | Data di pubblicazione |
| ---------------- | -------------- | ----------------- | --------------------- |
|                  | 1              | 1-2               | 22 dicembre 2010      |
| 2                | 3-4            | 26 gennaio 2011   |                       |
| 3                | 5-6            | 23 febbraio 2011  |                       |
| 4                | 7-8            | 23 marzo 2011     |                       |
| 5                | 9-10           | 27 aprile 2011    |                       |
| 6                | 11-12          | 25 maggio 2011    |                       |
| 7                | 13-14          | 22 giugno 2011    |                       |
| 8                | 15-16          | 27 luglio 2011    |                       |
| Seconda stagione |                |                   |                       |
| Volume           | Volume         | Episodi           | Data di pubblicazione |
|                  | 1              | 1-2               | 19 giugno 2013        |
| 2                | 3-4            | 24 luglio 2013    |                       |
| 3                | 5-6            | 21 agosto 2013    |                       |
| 4                | 7-8            | 25 settembre 2013 |                       |
| 5                | 9-10           | 23 ottobre 2013   |                       |
| 6                | 11-12          | 27 novembre 2013  |                       |
| 7                | 13-14          | 25 dicembre 2013  |                       |
| 8                | 15-16          | 22 gennaio 2014   |                       |